# Anno Domini

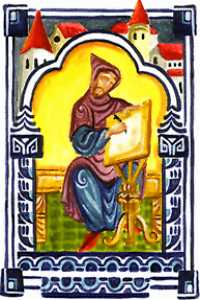
Dionísio, o Exíguo, monge cita (m. 540), foi o primeiro a utilizar o ano do nascimento de Cristo como referência na datação.

Anno Domini (A.D.) é uma expressão em latim que significa "no ano do Senhor" e é utilizada para marcar os anos seguintes ao ano 1 do calendário mais comumente utilizado no Ocidente, designado como "Era Cristã" ou, ainda, como "Era Comum". Aparecia em inscrições latinas e ainda é usada na língua inglesa, correspondendo à expressão "depois de Cristo" (DC, D.C. ou d.C.) e em sucessão ao período "antes de Cristo" (AC, A.C. ou a.C.).

## Era cronológica
Esta era cronológica ("Era Cristã" ou "Era Comum"), que é globalmente adotada, mesmo em países de cultura maioritariamente não cristã, para efeitos de unanimidade de critérios em vários âmbitos, como o científico e comercial, foi organizada de forma a contar o ano do nascimento de Cristo como ano 1, marcando uma linha divisória no tempo a partir de então. A contagem dos anos assemelha-se à ordem dos números inteiros (com a exceção de que não existiu um ano zero — pelo que o ano 1 a.C. foi imediatamente sucedido pelo ano 1 d.C.), pelo que também é comum referir os anos antes de Cristo por números inteiros negativos e os anos depois de Cristo por números inteiros positivos.
Utiliza-se, nesta forma de datação, os calendários Juliano e Gregoriano. O termo Anno Domini é, por vezes, substituído pela expressão mais formal e descritiva Anno Domini Nostri Iesu Christi ("Ano de Nosso Senhor Jesus Cristo"). É, por vezes, ainda substituído pela expressão na era da Graça. A forma de datação segundo o Anno Domini foi primeiramente utilizada na Europa Ocidental durante o século VIII. Portugal foi um dos últimos países a adotar o novo método, imposto pelo rei Dom João I, a 15 de Agosto de 1422, em substituição da "era de César". A Espanha já o usava desde meados do século precedente.[carece de fontes?]
Nem todos os países seguem o calendário ocidental: judeus e muçulmanos, por exemplo, organizam anos e meses de maneiras diferentes. Contudo, é o padrão internacional, sendo reconhecido por instituições internacionais como a Organização das Nações Unidas ou a União Postal Universal. Isso justifica-se tanto pelo peso da tradição ocidental quanto pelo facto de que o Calendário Gregoriano foi, durante muito tempo, considerado astronomicamente correto.[carece de fontes?]

## Eras utilizadas pelos primeiros cristãos
A datação Anno Domini só foi adotada na Europa Ocidental a partir do século VIII. Tal como os outros habitantes do Império Romano, os primeiros cristãos usavam diversos métodos para especificar os anos, inclusive no mesmo documento. Tal redundância tornou-se útil para os historiadores que puderam, assim, elaborar tabelas comparativas de reinados e outros períodos políticos, com dados de crónicas de diferentes regiões, sob os mesmos governantes.[carece de fontes?]

### Datação consular
Uma das formas mais comuns e mais antigas consistia na datação consular, que consistia em nomear os dois consules ordinarii que iniciavam o seu exercício a 1 de Janeiro do ano civil. Por vezes, a designação para o cargo de um dos cônsules, ou mesmo dos dois, podia não ocorrer até Novembro ou dezembro do ano precedente, pelo que, como as notícias levavam meses a chegar aos pontos mais afastados do Império, existem documentos em que o ano é definido como "depois do consulado de...".[carece de fontes?]

### Datação a partir da fundação da cidade
Outro método de datação, raramente usado, consistia no anno urbis conditae, ou "no ano da fundação da Cidade" (abreviadamente, AUC), sendo "a Cidade" Roma. (Note-se que, apesar de ser uma confusão frequente, a abreviatura AUC não significa exatamente ab urbe condita, que é o título da História de Roma escrita por Tito Lívio, e que se adoptou para nomear esta era). A data da fundação de Roma era disputada entre os próprios romanos, mas os historiadores modernos adoptam, geralmente, a data proposta por Varrão, de 753 a.C..[carece de fontes?]
No início do século V, o historiador ibero Orósio usava a era ab urbe condita. O papa Bonifácio IV, no início do século VII, terá sido o primeiro a utilizar, simultaneamente, esta forma de datação, e o Anno Domini, equivalendo a data de 607 = 1360 anno urbis conditae.[carece de fontes?]

### Anos de reinado dos imperadores romanos

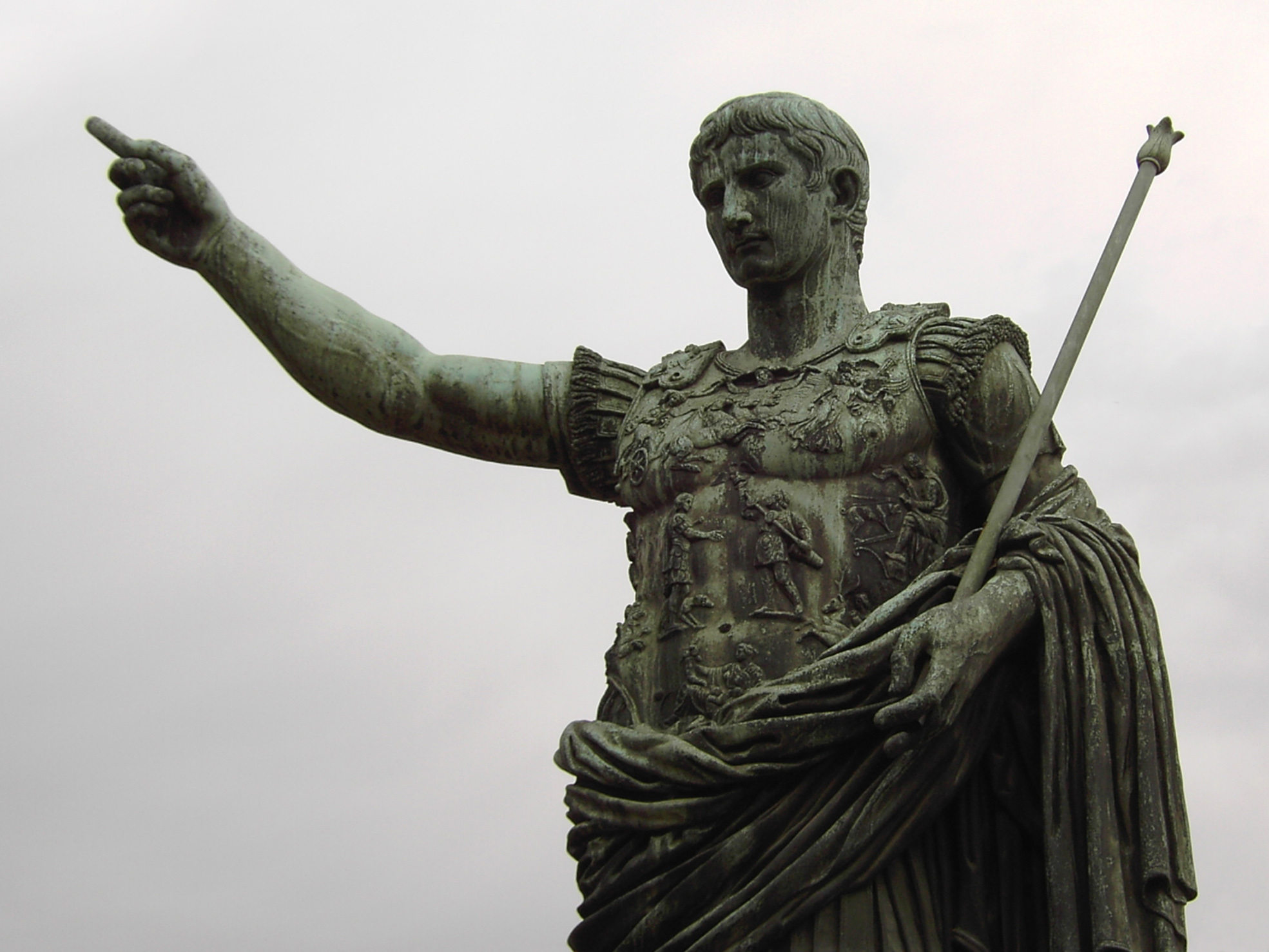
César Augusto

Outro sistema, menos usado do que é frequente pensar-se, consistia na indicação do ano de reinado de cada imperador romano. No início, Augusto indicava os anos do seu governo contando as vezes em que foi investido no cargo de cônsul, ou as vezes em que o Senado de Roma renovava os seus privilégios tribunícios, alimentando a ideia de que os seus poderes lhe eram legitimamente adjudicados por estes órgãos de poder e não pelo fato de aproveitar o culto da personalidade de que já gozava, além do número de legiões sob o seu controlo. Os seus sucessores seguiram tal prática até que a memória da República Romana se foi esbatendo (nos final do século II ou início do III), quando começaram a usar explicitamente o seu ano de reinado.[carece de fontes?]
Também a pacificação de uma região por Augusto serviu como ponto de partida para um calendário.  A Era Hispânica ou Era de César, que foi um calendário usado na Península Ibérica durante mais de um milênio, tinha como ano-base o ano da imposição de uma nova taxa regular de impostos sobre os Ibéricos por Augusto, o que foi um marco simbólico do início da Pax romana sobre as províncias da Hispânia; muito embora outro motivo para o surgimento deste calendário pudesse ter sido a renovação do acordo do Triunvirato, que confirmou a Augusto o poder sobre a Península.[carece de fontes?]

### Ciclos das indicções
Os ciclos de indicção (do latim indictio) consistiam em quinze anos (cada um igual a uma indicção) que marcavam um ciclo determinado por um imposto, contando-se os anos a partir da data em que este era pago. Jesus Cristo nasceu no quinto ano deste ciclo.
Tal sistema, usado na Gália, no Egipto até à conquista Islâmica, no Império Romano do Oriente até à sua queda em 1453 e ainda na Santa Sé durante parte da Idade Média.[carece de fontes?]

### Outros sistemas
Coexistiam, ainda vários sistemas locais de datação ou eras de alguma importância, tal como o ano de fundação de uma dada cidade, o ano de reinado dos imperadores persas e, mesmo, o ano de governo de um dado califa. Particularmente importantes foram a Era dos selêucidas (em uso até ao século VIII) e a Era de César (ou Era Hispânica).[carece de fontes?]
Da mesma forma, na Europa, até ao século XVI, não existia unanimidade quanto ao primeiro dia do ano, não sendo consensual, exceto em Inglaterra, datá-lo no primeiro dia de Janeiro.[carece de fontes?]

## História

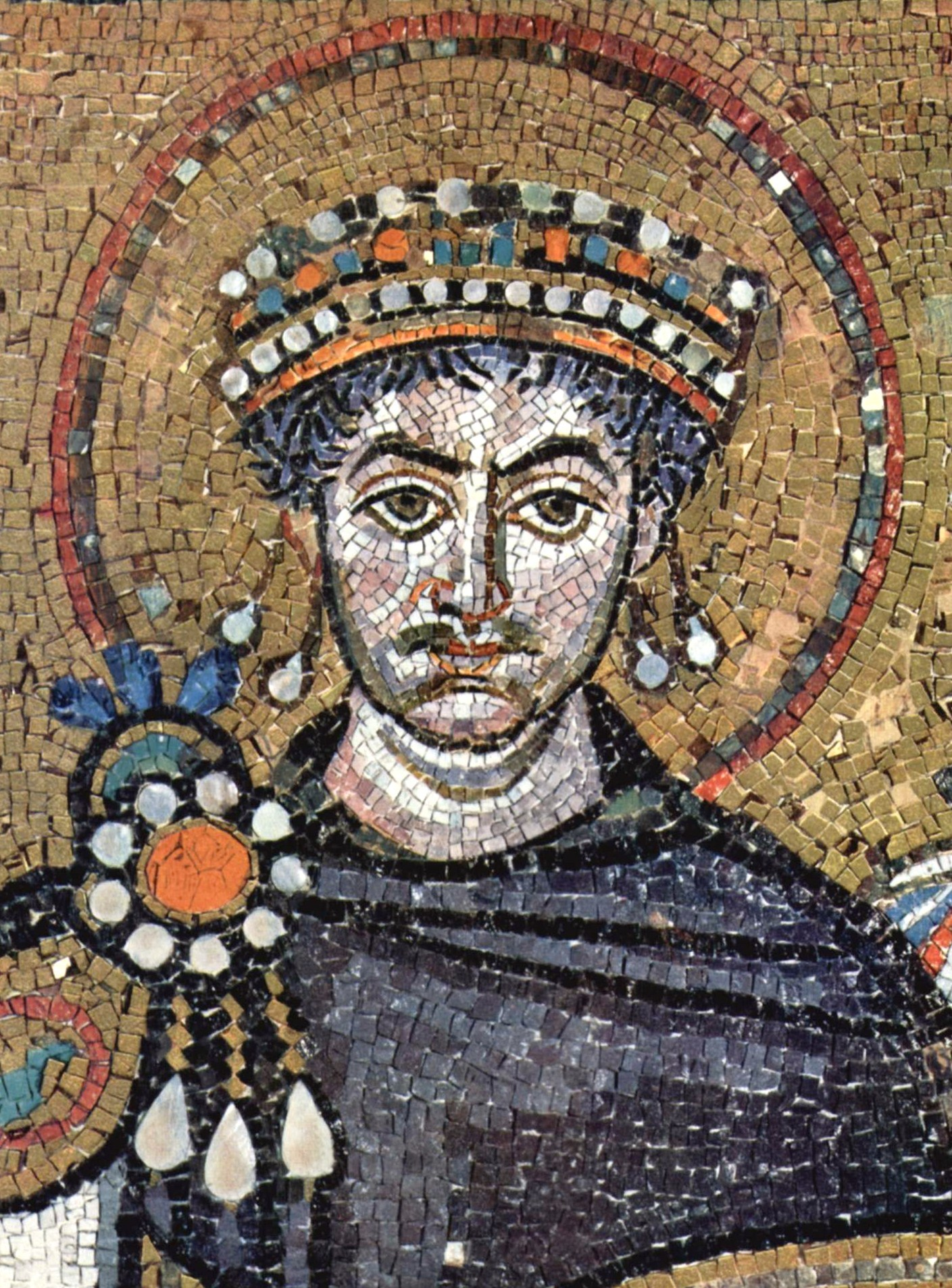
Justiniano

Os primeiros cristãos nomeavam cada ano usando, combinadas, as datações consulares, os anos de reinado imperial e a datação a partir da criação do mundo. A datação consular foi extinta quando o imperador Justiniano I deixou de nomear cônsules em meados do século VI. Pouco depois, tornava-se oficial a datação pelo ano de reinado imperial. O último cônsul a ser nomeado foi Anício Fausto Albino Basílio em 541. A Santa Sé manteve, entretanto, um contato regular, durante a Idade Média, com embaixadores do Império Bizantino, pelos quais sabia com alguma certeza qual o imperador no trono, apesar do número elevado de mortes súbitas e deposições que se sucediam.[carece de fontes?]
O sistema do Anno Domini foi desenvolvido em Roma por um monge cita, Dionísio, o Exíguo, em 527, como resultado secundário do seu trabalho no cálculo da data da Páscoa cristã. Cronistas bizantinos, como Teófanes, o Confessor, mantinham, entretanto, critérios judaico-cristãos para as datas referidas nas suas crónicas universais, como a datação a partir da suposta data da criação do mundo por graça divina, de acordo com cálculos efetuados por estudiosos cristãos nos primeiros cinco séculos da Era Cristã. Tais eras, por vezes designadas como Anno Mundi, "ano do Mundo" (de forma abreviada, AM), pelos acadêmicos atuais, nem sempre concordavam umas com as outras, existindo grandes discrepâncias. Nenhuma era de Anno Mundi dominava entre os vários estudiosos, ainda que a calculada por Eusébio de Cesareia, historiador na época de Constantino I. São Jerónimo, tradutor da Bíblia para o latim, foi um dos principais divulgadores no ocidente da era AM calculada por Eusébio. Outra era AM, especialmente adoptada no Oriente durante os primeiros séculos do Império Bizantino foi desenvolvida pelo monge Aniano de Alexandria.[carece de fontes?]

### Sobre a data do nascimento de Jesus
Os cálculos feitos pelo monge Dionísio, o Exíguo, para datar o nascimento de Jesus Cristo são, em geral, considerados incorretos pela maioria dos académicos bíblicos, julgando-se que teria ocorrido em c. 8 – c. 4 a.C.. Sabe-se que Jesus terá nascido antes da morte de Herodes, o Grande, no ano 4 a.C. — ano este que é determinado pelas informações dadas por Flávio Josefo quanto aos eclipses lunares ocorridos na Páscoa e aos acontecimentos que acompanharam a sua morte, tal como foi calculado por Kepler.[carece de fontes?]

### Popularização

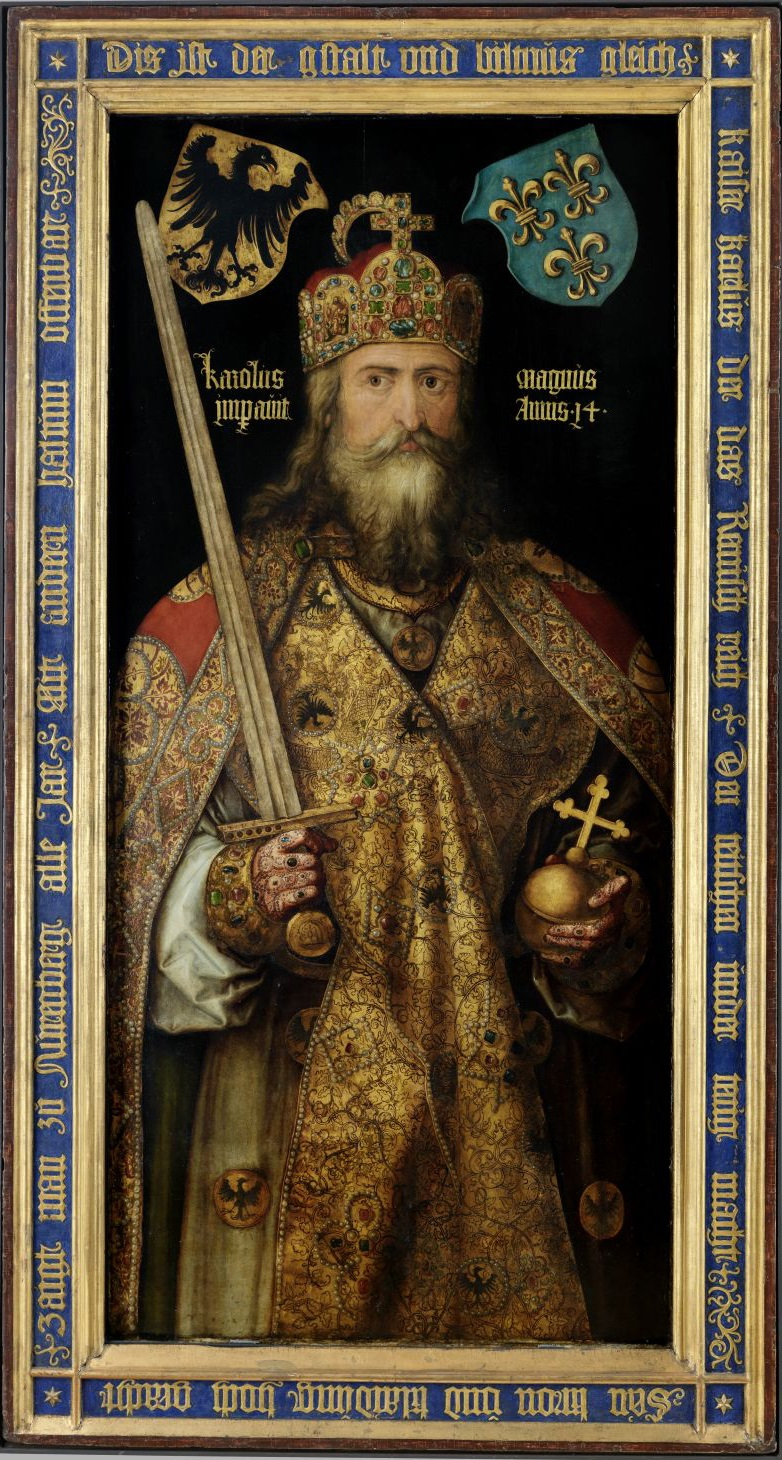
Carlos Magno

O primeiro historiador ou cronista a usar o Anno Domini como mecanismo de datação principal foi Vítor de Tununa, escritor africano do século VII. Poucas gerações depois, o historiador anglo-saxão Beda, que conhecia bem o trabalho de Dionísio, voltou a usar o Anno Domini na sua Historia eclesiástica gentis Anglorum, ("História eclesiástica do povo inglês) terminada em 731. Foi nesta obra que se usou pela primeira vez o equivalente, em latim, de "antes de Cristo" (Ante Christum — A.C.), estabelecendo o padrão da não existência de ano zero — ainda que tenha usado o zero no seu computus, ou determinação da Páscoa cristã. Tanto Dionísio como Beda dataram o Anno Domini como sendo o momento da encarnação ou concepção de Jesus Cristo por Graça do Espírito Santo e não no seu nascimento, aproximadamente nove meses depois.
A implantação do novo sistema foi gradual, primeiro em Itália e depois no resto do mundo cristão. A região de Inglaterra foi uma das primeiras a adotar o Anno Domini, graças à influência dos missionários romanos, como se pode verificar em documentos do século VII. No continente Europeu, o Anno Domini foi a era de eleição de Alcuíno de Iorque, durante a Renascença Carolíngia. A adoção do novo sistema de datação por Carlos Magno e pelos seus sucessores está na origem do sucesso do mesmo nos séculos seguintes, até a época atual. Na Gália, o sistema só tornou-se vulgar a partir do ano 1000, o que justifica que os franceses usassem o termo millésime para designar os anos da era Cristã.[carece de fontes?]
Fora do Império Carolíngio, a Hispânia continuava a seguir a Era Hispânica (ou "dos Césares"), que se iniciara em 38 a.C., até bem tarde na Idade Média. A Era dos Mártires, que numerava os anos a partir da ascensão ao trono de Diocleciano, em 284, e que marcava o início da última e mais severa perseguição aos cristãos manteve-se no Oriente, sendo ainda atualmente utilizada pelos cristãos coptas, bem como, durante muito tempo, pela Igreja Ortodoxa Etíope. Outro sistema recorria à datação a partir da data da crucificação de Jesus Cristo, que Hipólito, Lactâncio, Agostinho e Tertuliano situavam em 29 d.C., durante o consulado dos Gêmeos (Lúcio Rubélio Gêmino e Caio Fúfio Gêmino).[carece de fontes?]
Ainda que o Anno Domini já fosse comum no século IX, a designação "antes de Cristo", ou outra equivalente só se tornou vulgar a partir do final do século XV.[carece de fontes?]